# Résurrection (Buffy)
Résurrection est le 3e épisode de la saison 6 de Buffy contre les vampires.

## Résumé
Après avoir empêché Buffy de sauter dans le vide, Dawn la ramène à la maison. Elles sont bientôt rejointes par Spike qui, en voyant les mains de Buffy, comprend qu'elle est sortie de son cercueil, puis par les autres membres du Scooby-gang, encore affolés. Dans la nuit, Buffy, Willow et Tara ont des visions et Anya est brièvement possédée. Le lendemain, c'est au tour de Dawn d'être possédée. Anya comprend qu'en ramenant Buffy à la vie, elle a ramené un dangereux démon (le clandestin) qui prend possession de corps. Buffy, toujours désorientée, va quant à elle voir Spike dans sa crypte, se sentant mieux avec lui qu'avec le reste du groupe. Willow finit par découvrir que le clandestin va finir par disparaître à moins que Buffy ne meure.  Le démon, qui avait pris possession d'Alex, part aussitôt pour la tuer. 
Buffy doit faire face à un ennemi intangible qui lui peut la toucher. Un sort lancé par Willow et Tara lui donne une forme solide et Buffy le décapite. Le lendemain, Buffy, qui semble retrouver son état normal, va à la boutique de magie pour remercier ses amis de l'avoir ramenée à la vie, leur apprenant qu'elle était en Enfer. En sortant, elle rencontre Spike et se confie à lui : elle n'était pas dans une dimension démoniaque mais au Paradis et, pour elle, l'enfer est d'être retournée sur Terre.